# 아나스타시오스 2세
아나스타시오스 2세(그리스어:Αναστάσιος Β', ? - 718년)는 713년부터 715년까지 동로마 제국의 황제였다.
아나스타시오스 2세의 원래 이름은 안테미오스(그리스어:Αρτέμιος)로 궁정의 비서장이었다. 713년 옵시키온 군대의 반란으로 전임황제 필리피코스가 폐위되자 황제로 추대되었다. 제위 초기 불가르족의 침입을 막아내었고 이슬람의 침입에 대비하여 육로성벽을 보강하고 식량을 비축했다. 그는 사라센을 선제공격하기로 하고 로도스섬을 발판으로 이슬람을 침공하려고 계획했다.715년 초 그는 군대에게 출병을 명했는데 로도스섬에 도착하자마자 옵시키온 부대는 또 다시 반란을 일으켰다. 군대는 조세징수관이던 테오도시오스라는 인물을 황제로 추대하고 콘스탄티노폴리스로 진격하여 결국 아나스타시오스는 페위되고 테살로니키의 한 수도원에 감금되었다. 테오도시오스는 자신의 의사에 반하여 황제로 추대되었고 같은 이름의 세 번째 황제가 되었다.
| 전임 필리피코스 (711 - 713) | 동로마 제국의 황제 713년 - 715년 | 후임 테오도시오스 3세 (715 - 717) |

## 같이 보기
- 동로마 황제
- 20년의 무정부기